# Seznam ministrů války Rakouska-Uherska
Toto je seznam ministrů války Rakouska-Uherska, který obsahuje chronologický přehled všech členů společných ministrů Rakouska-Uherska působících v čele tohoto úřadu (včetně správců, tedy osob provizorně pověřených řízením ministerstva) po celé období existence tohoto státního útvaru, tedy od rakousko-uherského vyrovnání roku 1867 až do zániku Rakouska-Uherska v roce 1918.
Šlo o jiné portfolio, než zastávali ministři zeměbrany Předlitavska, kteří zodpovídali za ozbrojené síly pouze v jedné ze dvou polovin habsburského soustátí. 

## Ministři války Rakouska-Uherska 1867-1918
| #  | Jméno                                  | Fotografie | Strana | Vláda | Funkční období                      | Poznámky |
| -- | -------------------------------------- | ---------- | ------ | --- | ----------------------------------- | -------- |
| 1  | Franz von John                         |            |        | vláda Ferdinanda von Beusta vláda Karla von Auersperga | 21. prosince 1867 – 18. ledna 1868  |          |
| 2  | Franz Kuhn von Kuhnenfeld              |            |        | vláda Karla von Auersperga vláda Leopolda Hasnera vláda Alfreda von Potockého vláda Karla von Hohenwarta vláda Ludwiga von Holzgethana vláda Adolfa von Auersperga                                                   | 18. ledna 1868 – 14. června 1874    |          |
| 3  | Alexander von Koller                   |            |        | vláda Adolfa von Auersperga | 14. června 1874 – 21. června 1876   |          |
| 4  | Artur M. von Bylandt-Rheidt            |            |        | vláda Adolfa von Auersperga vláda Karla von Stremayra vláda Eduarda Taaffeho | 21. června 1876 – 16. března 1888   |          |
| 5  | Ferdinand von Bauer                    |            |        | vláda Eduarda Taaffeho | 16. března 1888 – 24. července 1893 |          |
| 6  | Rudolf von Merkl                       |            |        | vláda Eduarda Taaffeho | 24. července 1893 – 23. září 1893   | Správce  |
| 7  | Edmund von Krieghammer                 |            |        | vláda Eduarda Taaffeho vláda Alfreda Windischgrätze vláda Ericha Kielmansegga vláda Kazimíra Badeniho první vláda Paula Gautsche vláda Franze Thuna vláda Manfreda Clary-Aldringena první vláda Ernesta von Koerbera | 23. září 1893 – 17. prosince 1902   |          |
| 8  | Heinrich von Pitreich                  |            |        | první vláda Ernesta von Koerbera druhá vláda Paula Gautsche vláda Konrada Hohenloheho vláda Maxe Becka | 17. prosince 1902 – 24. října 1906  |          |
| 9  | Franz Xaver von Schönaich              |            |        | vláda Maxe Becka vláda Richarda Bienertha třetí vláda Paula Gautsche | 24. října 1906 – 20. září 1911      |          |
| 10 | Moritz von Auffenberg                  |            |        | třetí vláda Paula Gautsche vláda Karla Stürgkha | 20. září 1911 – 9. prosince 1912    |          |
| 11 | Alexander von Krobatin                 |            |        | vláda Karla Stürgkha druhá vláda Ernesta von Koerbera vláda Heinricha Clam-Martinice | 9. prosince 1912 – 10. dubna 1917   |          |
| 12 | Rudolf Stöger-Steiner von Steinstätten |            |        | vláda Heinricha Clam-Martinice vláda Ernsta Seidlera vláda Maxe Hussarka vláda Heinricha Lammasche | 10. dubna 1917 – 2. listopadu 1918  |          |

* Poznámka: V pramenech a databázích mírně kolísá přesná datace počátku a konce funkčního období jednotlivých ministrů. Zde všechny údaje dle publikace kol. aut.: Československé dějiny v datech, Praha 1987.